# 1 + 1 = 2
"1 + 1 = 2" är en låt framförd av Bel Air i den svenska Melodifestivalen 1985. Bidraget, som skrevs av Christer Bjärehag och Ingela "Pling" Forsman, hade startordning sex i grundomgången men gick inte vidare till andra omgången och hamnade därmed på delad sjätteplats.
Låten är utgiven på Polar Music International.